# A cradle song
A cradle song is een compositie van Christian Sinding. Het is een toonzetting van een tekst van Marion Morris Gleason. Het is een van de weinige liederen, die Sinding schreef bij Engelse teksten. Zijn kennis van die taal was zeer gering; Sinding was meer Duits gericht. A cradle song is geschreven toen Sinding gastcolleges gaf aan de Eastman School of Music.